# ازنفس‌افتاده (فیلم ۱۹۸۸)
ازنفس‌افتاده یا دویدن روی هیچ (انگلیسی: Running on Empty) فیلمی در ژانر درام به کارگردانی سیدنی لومت است که در سال ۱۹۸۸ منتشر شد. از بازیگران آن می‌توان به ریور فینیکس، جاد هیرش، کریستین لاتی و مارتا پلیمپتن اشاره کرد.

## خلاصه فیلم
پسر بزرگ خانواده‌ای که سال‌هاست از دست دولت فراری است بزرگ شده و می‌خواهد برای خود زندگی جدا داشته باشد…